# Khost (provins)

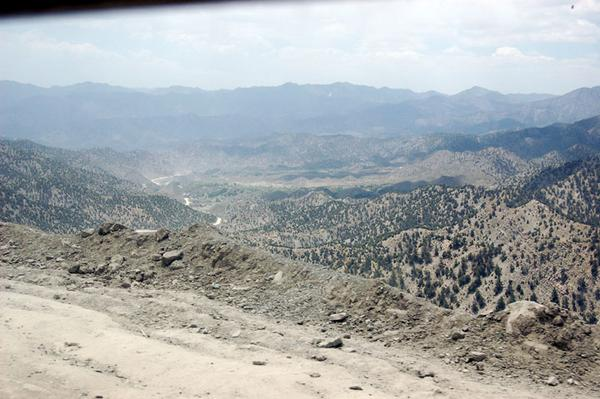
Khost-Gardezpasset.

Khost (persiska och pashto: خوست) är en av Afghanistans 34 provinser (wilayat). Den beräknades 2022 ha omkring 659 000 invånare, varav de flesta är pashtuner. Provinshuvudstad är Khost.

## Administrativ indelning
Provinsen är indelad i 13 distrikt.
- Bak
- Gurbuz
- Jaji Maydan
- Khost
- Manduzay
- Musa Khel
- Nadir Shah Kot
- Qalandar
- Sabari
- Shamal
- Spera
- Tani
- Terezayi